# إدوارد د. وايت جونيور
إدوارد د. وايت جونيور (بالإنجليزية: Edward D. White, Jr)‏ هو مهندس معماري أمريكي، ولد في 2 فبراير 1925، وتوفي في 29 أبريل 2017.